# Keyānābād
Keyānābād (persiska: پَران پَرويز, اسلام آباد پران پرویز, Parān Parvīz, کیان آباد) är en ort i Iran.   Den ligger i provinsen Lorestan, i den västra delen av landet, 400 km sydväst om huvudstaden Teheran. Keyānābād ligger 720 meter över havet och antalet invånare är 996.
Terrängen runt Keyānābād är kuperad österut, men västerut är den bergig. Keyānābād ligger nere i en dal. Runt Keyānābād är det ganska glesbefolkat, med 28 invånare per kvadratkilometer. Närmaste större samhälle är Poldokhtar, 12,1 km söder om Keyānābād. Omgivningarna runt Keyānābād är i huvudsak ett öppet busklandskap.